# Сергеев, Иван Иванович (дипломат)
Ива́н Ива́нович Серге́ев (7 сентября 1941, Электросталь — 9 февраля 2024) — российский дипломат. Чрезвычайный и полномочный посол (1998).

## Биография
Окончил Всесоюзный заочный машиностроительный институт в 1970 году. Владел английским языком.
- В 1970—1972 годах — начальник управления, начальник участка Специализированного стоительно-монтажного управления № 54 треста «Мособлэлектромонтаж» Главмособлстроя города Электросталь.
- В 1972—1976 годах — главный инженер, начальник ССМУ-50 в городе Щёлково.
- В 1976—1983 годах — заместитель, первый заместитель председателя исполкома Щёлковского городского Совета.
- В 1983—1997 годах — заместитель, первый заместитель начальника Главного управления по делам обслуживания дипломатического корпуса (ГлавУпДК) МИД СССР/России.
- С 14 апреля 1997 по 17 ноября 2001 года — заместитель министра иностранных дел Российской Федерации[1][2]. Курировал консульские, валютно-финансовые, административно-хозяйственные вопросы, проблематику капитального строительства и собственности, информационного обеспечения и информатизации.
- С 6 марта 1998 по 3 апреля 1999 года — заместитель директора Черноморского банка торговли и развития от Российской Федерации[3][4].
- С 3 апреля 1999 по 17 апреля 2002 года — директор Черноморского банка торговли и развития от Российской Федерации[5].
- С ноября 2001 по ноябрь 2008 года — начальник Главного управления по делам обслуживания дипломатического корпуса (ГлавУпДК) МИД России.
- С 5 декабря 2001 по 7 декабря 2008 года — член Коллегии МИД Российской Федерации[6][7].

Был женат, имел сына и дочь.

## Дипломатический ранг
- Чрезвычайный и полномочный посланник 2 класса (10 октября 1993)[8].
- Чрезвычайный и полномочный посланник 1 класса (11 декабря 1996)[9].
- Чрезвычайный и полномочный посол (25 мая 1998)[10].

## Награды и почётные звания
- Орден Почёта.
- Орден Дружбы.
- Почётный работник Министерства иностранных дел Российской Федерации.
- Заслуженный строитель Российской Федерации.
- Почётный гражданин Щёлковского района (3 июля 2001)[11].